# Ytres
Ytres è un comune francese di 433 abitanti situato nel dipartimento del Passo di Calais nella regione dell'Alta Francia.

## Storia

### Simboli
Lo stemma riunisce nell'inquartato i blasoni di due famiglie illustri: i De Belleforière (di nero, seminato di gigli d'oro) e i De Soyécourt (d'argento, cancellato di rosso). I primi furono signori di Ytres per più di quattro secoli; l'arma dei secondi fu aggiunta dopo il matrimonio dell'ultima discendente dei De Soyécourt, Anne-Françoise de Soyécourt, con Pontus de Belleforière, signore nel 1580. Gli stemmi delle stesse famiglie si trovano combinati in modo diverso nell'emblema dei comuni piccardi di Tilloloy e di Franvillers.

## Società

### Evoluzione demografica
Abitanti censiti